# Stocksjön, Uppland
Stocksjön är en sjö i Östhammars kommun i Uppland och ingår i Tämnarån-Forsmarksåns kustområde.